# Campeonato de Zurique
O Campeonato de Zurique ou G. P. de Zurique (oficialmente, Züri Metzgete) foi uma clássica ciclista disputada em Zurique (Suíça) e seus arredores.
A sua primeira edição foi em 1914 e celebrou-se a cada ano ininterruptamente (salvo em 1915 e 1916, pela Primeira Guerra Mundial e 2007) até 2014, ano da última edição. Em 1993 modificou-se completamente o seu percurso ao mudar de organizador e passou a chamar-se Grande Prêmio da Suíça até 1999 quando voltou de novo a se disputar em Zurique e recobrou o seu antigo nome. O motivo do seu desaparecimento foi a impossibilidade de reunir uns patrocinadores que fizessem viável a continuidade da carreira. Começou a fazer parte da Copa do Mundo de ciclismo em 1989, até ao desaparecimento desta em 2004, celebrando no mês de agosto. Desde o 2005 esteve incluída no novo UCI Pro Tour, disputando-se a princípios do mês de outubro. A 7 de setembro de 2008 celebrou-se de novo, ainda que como carreira amador vencida pelo alemão Nico Keinath. disputando desde esse ano únicamente como amador.
O ciclista que ostenta o maior número de vitórias é o suíço Henri Suter, com seis triunfos, entre os anos 1919 e 1929.

## Palmarés
| Ano                                                               | Vencedor              | Segundo                    | Terceiro               |           |
| ----------------------------------------------------------------- | --------------------- | -------------------------- | ---------------------- | --------- |
| 1914                                                              | Henri Rheinwald       | Otto Wiedmer               | Robert Chopard         |           |
| 1915-1914 edições não realizadas devido à Primeira Guerra Mundial |                       |                            |                        |           |
| 1915                                                              | cancelado             | cancelado                  | cancelado              | cancelado |
| 1916                                                              | cancelado             | cancelado                  | cancelado              | cancelado |
| 1917                                                              | Charles Martinet      | Joseph Zorloni             | Pasquale Valentini     |           |
| 1918                                                              | Anton Sieger          | Jakob Sieger               | Heinrich Wegmann       |           |
| 1919                                                              | Henri Suter           | Emil Strasser              | Hans Lienhard          |           |
| 1920                                                              | Henri Suter           | Joseph Zorloni             | Francois Francescone   |           |
| 1921                                                              | Riccardo Maffeo       | Aldo Bani                  | Alfred Dätwiler        |           |
| 1922                                                              | Henri Suter           | Hermann Gehrig             | Louis Krauss           |           |
| 1923                                                              | Adolf Huschke         | Henri Suter                | Kastor Notter          |           |
| 1924                                                              | Henri Suter           | Kastor Notter              | Max Suter              |           |
| 1925                                                              | Hans Kaspar           | Henri Reymond              | Marcel Perrière        |           |
| 1926                                                              | Albert Blattmann      | Otto Lehner                | Oskar Tietz            |           |
| 1927                                                              | Kastor Notter         | Oskar Tietz                | Felix Manthey          |           |
| 1928                                                              | Henri Suter           | Albert Meyer               | Henri Reymond          |           |
| 1929                                                              | Henri Suter           | Ludwig Geyer               | Jozef Zind             |           |
| 1930                                                              | Omer Taverne          | Désiré Louesse             | Max Bulla              |           |
| 1931                                                              | Max Bulla             | Karl Altenburger           | Albert Büchi           |           |
| 1932                                                              | August Erne           | Alfred Bula                | Karl Altenburger       |           |
| 1933                                                              | Walter Blattmann      | Alfred Bula                | Willy Kutschbach       |           |
| 1934                                                              | Paul Egli             | August Erne                | Alfred Bula            |           |
| 1935                                                              | Paul Egli             | Leo Amberg                 | Walter Blattmann       |           |
| 1936                                                              | Werner Buchwalder     | Jean Wauters               | August Erne            |           |
| 1937                                                              | Leo Amberg            | Edgar Buchwalder           | Werner Buchwalder      |           |
| 1938                                                              | Hans Martin           | Walter Blattmann           | Paul Egli              |           |
| 1939                                                              | Karl Litschi          | Werner Buchwalder          | Walter Gross           |           |
| 1940                                                              | Robert Zimmermann     | Walter Diggelmann          | Rudolf Breitenmoser    |           |
| 1941                                                              | Walter Diggelmann     | Hans Maag                  | Paul Egli              |           |
| 1942                                                              | Paul Egli             | Walter Diggelmann          | Hans Knecht            |           |
| 1943                                                              | Ferdi Kübler          | Kurt Zaugg                 | Walter Diggelmann      |           |
| 1944                                                              | Ernst Näf             | Ernst Kuhn                 | Hans Knecht            |           |
| 1945                                                              | Leo Weilenmann        | Hans Maag                  | Ernst Näf              |           |
| 1946                                                              | Gino Bartali          | Fausto Coppi               | Hans Bolliger          |           |
| 1947                                                              | Charles Guyot         | Renzo Zanazzi              | Ferdi Kübler           |           |
| 1948                                                              | Gino Bartali          | Ernst Stettler             | Hans Schütz            |           |
| 1949                                                              | Fritz Schär           | Camille Danguillaume       | Gottfried Weilenmann   |           |
| 1950                                                              | Fritz Schär           | Ferdi Kübler               | Désiré Keteleer        |           |
| 1951                                                              | Jean Brun             | Fritz Schär                | Hans Sommer            |           |
| 1952                                                              | Hugo Koblet           | Carlo Clerici              | Fritz Schär            |           |
| 1953                                                              | Eugen Kamber          | Armando Para               | Carlo Clerici          |           |
| 1954                                                              | Hugo Koblet           | Eugen Kamber               | Jean Brun              |           |
| 1955                                                              | Max Schellenberg      | Carlo Lafranchi            | Roland Callebout       |           |
| 1956                                                              | Carlo Clerici         | Giuseppe Cainero           | Heinz Graf             |           |
| 1957                                                              | Hans Jünkermann       | Riccardo Filippi           | Ludo van der Elst      |           |
| 1958                                                              | Giuseppe Cainero      | Hans Jünkermann            | Heinz Graf             |           |
| 1959                                                              | Angelo Conterno       | Heinz Graf                 | Otto Altweck           |           |
| 1960                                                              | Alfred Rüegg          | Alcide Vaucher             | Arigo Padovan          |           |
| 1961                                                              | Rolf Maurer           | Heinz Graf                 | André Noyelle          |           |
| 1962                                                              | Jan Janssen           | Marcel Ongenae             | Raf Gijsel             |           |
| 1963                                                              | Franco Balmamion      | Angelo Conterno            | Vendramino Bariviera   |           |
| 1964                                                              | Guido Reybrouck       | Gastone Nencini            | Robert Hintermüller    |           |
| 1965                                                              | Franco Bitossi        | Roland Zöffel              | Jan Hugens             |           |
| 1966                                                              | Italo Zilioli         | Luciano Armani             | Francis Blanc          |           |
| 1967                                                              | Robert Hagmann        | Paul Zollinger             | Louis Pfenninger       |           |
| 1968                                                              | Franco Bitossi        | Valere Van Sweevelt        | Marino Basso           |           |
| 1969                                                              | Roger Swerts          | Eddy Beugels               | Roger De Vlaeminck     |           |
| 1970                                                              | Walter Godefroot      | Frans Mintjens             | André Dierickx         |           |
| 1971                                                              | Herman Van Springel   | Romano Tumellero           | Roland Berland         |           |
| 1972                                                              | Willy Van Neste       | Victor Van Schil           | André Poppe            |           |
| 1973                                                              | André Dierickx        | Hennie Kuiper              | Lucien De Brauwere     |           |
| 1974                                                              | Walter Godefroot      | Gustaaf Van Roosbroeck     | Frans Verbeeck         |           |
| 1975                                                              | Roger De Vlaeminck    | Eddy Merckx                | Francesco Moser        |           |
| 1976                                                              | Freddy Maertens       | Roger De Vlaeminck         | Walter Godefroot       |           |
| 1977                                                              | Francesco Moser       | Ronald De Witte            | Walter Godefroot       |           |
| 1978                                                              | Dietrich Thurau       | Francesco Moser            | Gustaaf Van Roosbroeck |           |
| 1979                                                              | Giuseppe Saronni      | Francesco Moser            | Marc Demeyer           |           |
| 1980                                                              | Gery Verlinden        | Jean-Philippe Vandenbrande | Stefan Mutter          |           |
| 1981                                                              | Beat Breu             | Henry Rinklin              | Daniel Willems         |           |
| 1982                                                              | Adri van der Poel     | Hubert Seiz                | Tommy Prim             |           |
| 1983                                                              | Johan van der Velde   | Gilbert Glaus              | Frits Pirard           |           |
| 1984                                                              | Phil Anderson         | Hubert Seiz                | Pierino Gavazzi        |           |
| 1985                                                              | Ludo Peeters          | Mario Beccia               | Steve Bauer            |           |
| 1986                                                              | Acácio da Silva       | Steve Bauer                | Adri van der Poel      |           |
| 1987                                                              | Rolf Gölz             | Raúl Alcalá                | Camillo Passera        |           |
| 1988                                                              | Steven Rooks          | Rolf Sørensen              | Tony Rominger          |           |
| 1989                                                              | Steve Bauer           | Acácio da Silva            | Rolf Gölz              |           |
| 1990                                                              | Charly Mottet         | Greg LeMond                | Claudio Chiappucci     |           |
| 1991                                                              | Johan Museeuw         | Laurent Jalabert           | Maximilian Sciandri    |           |
| 1992                                                              | Viatcheslav Ekimov    | Lance Armstrong            | Jan Nevens             |           |
| 1993                                                              | Maurizio Fondriest    | Charly Mottet              | Bruno Cenghialta       |           |
| 1994                                                              | Gianluca Bortolami    | Johan Museeuw              | Maurizio Fondriest     |           |
| 1995                                                              | Johan Museeuw         | Gianni Bugno               | Giorgio Furlan         |           |
| 1996                                                              | Andrea Ferrigato      | Michele Bartoli            | Johan Museeuw          |           |
| 1997                                                              | Davide Rebellin       | Jan Ullrich                | Rolf Sørensen          |           |
| 1998                                                              | Michele Bartoli       | Frank Vandenbroucke        | Salvatore Commesso     |           |
| 1999                                                              | Grzegorz Gwiazdowski  | Sergio Barbero             | Andrei Tchmil          |           |
| 2000                                                              | Laurent Dufaux        | Jan Ullrich                | Francesco Casagrande   |           |
| 2001                                                              | Paolo Bettini         | Jan Ullrich                | Fernando Escartín      |           |
| 2002                                                              | Dario Frigo           | Paolo Bettini              | Lance Armstrong        |           |
| 2003                                                              | Daniele Nardello      | Jan Ullrich                | Paolo Bettini          |           |
| 2004                                                              | Juan Antonio Flecha   | Paolo Bettini              | Jérôme Pineau          |           |
| 2007 edição não realizada edições amador                          |                       |                            |                        |           |
| 2005                                                              | Paolo Bettini         | Fränk Schleck              | Lorenzo Bernucci       |           |
| 2006                                                              | Samuel Sánchez        | Stuart O'Grady             | Davide Rebellin        |           |
| 2007                                                              | cancelado             | cancelado                  | cancelado              | cancelado |
| 2008                                                              | Nico Keinath          | Michael Randin             | Matthias Brändle       |           |
| 2009                                                              | Stefan Trafelet       | Pirmin Lang                | Steve Bovay            |           |
| 2010                                                              | Pirmin Lang           | Sven Schelling             | Christian Heule        |           |
| 2011                                                              | Bernhard Oberholzer   | Dominik Fuchs              | Pirmin Lang            |           |
| 2012                                                              | Sébastien Reichenbach | Jonathan Fumeaux           | Michael Bär            |           |
| 2013                                                              | Raul Costa Seibeb     | Mirco Saggiorato           | Dominik Fuchs          |           |
| 2014                                                              | Fabian Lienhard       | Nico Brüngger              | Lukas Spengler         |           |

## Palmarés por países
| País          | Vitórias |
| ------------- | -------- |
| Suíça         | 44       |
| Itália        | 20       |
| Bélgica       | 14       |
| Países Baixos | 4        |
| Alemanha      | 5        |
| Espanha       | 2        |
| Áustria       | 1        |
| Austrália     | 1        |
| Portugal      | 1        |
| Canadá        | 1        |
| França        | 1        |
| Rússia        | 1        |
| Polónia       | 1        |
| Namíbia       | 1        |